# أنايرود
أنايرود (مواليد 16 أكتوبر 1990) هو ملحن، منتج أغاني ومغني هندي أشتهر لأعماله في أفلام كوليوود وحصل على جائزتين  فيلم فير جنوب.

## روابط خارجية
- أنايرود على موقع IMDb (الإنجليزية)
- أنايرود على موقع ميوزك برينز (الإنجليزية)
- أنايرود على موقع ديسكوغز (الإنجليزية)
- أنايرود على موقع قاعدة بيانات الفيلم (الإنجليزية)